# The Diary of Alicia Keys
Albums de Alicia Keys
Songs in A Minor
(2001) Unplugged
(2005)
Singles
1. You Don't Know My Name
Sortie : 8 septembre 2003
2. If I Ain't Got You
Sortie : 17 février 2004
3. Diary
Sortie : 2 avril 2004
4. Karma
Sortie : 12 août 2004

The Diary of Alicia Keys est le 2e album studio d'Alicia Keys sorti en décembre 2003. La chanteuse remporte pour l'occasion le Grammy Award du Meilleur Album R&B en 2005.
Comme son premier album Songs in A Minor, The Diary... se classe n°1 au Billboard 200 et s'écoule à 618 000 copies dès la première semaine aux États-Unis. L'album se vendra finalement à 4 millions d'exemplaires aux États-Unis et plus de 8 millions à travers le monde. De plus, les 4 singles se classeront tous dans le Top 20 du Billboard Hot 100, 3 seront au Top 10.
L'album reçoit également de très bonnes critiques, totalisées par un 71/100 par le site web Metacritic.

## Liste des titres
| No  | Titre                               | Auteur                                                                 | Producteur(s)                               | Durée |
| --- | ----------------------------------- | ---------------------------------------------------------------------- | ------------------------------------------- | ----- |
| 1.  | Harlem's Nocturne                   | Alicia Keys                                                            | Keys                                        | 1:43  |
| 2.  | Karma                               | Kerry Brothers, Jr., Keys, Taneisha Smith                              | Brothers                                    | 4:16  |
| 3.  | Heartburn                           | Keys, Tim Mosley, Walter Millsap III, Candice Nelson, Erika Rose       | Timbaland, Keys                             | 3:28  |
| 4.  | If I Was Your Woman / Walk On By    | Gloria Jones, Clarence McMurray, Pam Sawyer, Burt Bacharach, Hal David | Keys, Easy Mo Bee, Dwayne "D. Wigg" Wiggins | 3:06  |
| 5.  | You Don't Know My Name              | Keys, Kanye West, Harold Lilly, J. R. Bailey, Mel Kent, Ken Williams   | West, Keys                                  | 6:06  |
| 6.  | If I Ain't Got You                  | Keys                                                                   | Keys                                        | 3:48  |
| 7.  | Diary (featuring Tony! Toni! Toné!) | Keys, Brothers                                                         | Keys                                        | 4:45  |
| 8.  | Dragon Days                         | Keys                                                                   | Keys                                        | 4:36  |
| 9.  | Wake Up                             | Keys, Brothers                                                         | Keys                                        | 4:27  |
| 10. | So Simple (featuring Lellow*)       | Keys, Lilly, Andre Harris, Vidal Davis                                 | Dre & Vidal, Keys                           | 3:49  |
| 11. | When You Really Love Someone        | Keys, Brothers                                                         | Keys                                        | 4:09  |
| 12. | Feeling U, Feeling Me (Interlude)   | Keys                                                                   | Keys                                        | 2:07  |
| 13. | Slow Down                           | Keys, L. Green, Rose                                                   | Keys, Kumasi                                | 4:18  |
| 14. | Samsonite Man                       | Keys, Rose                                                             | Keys, Brothers                              | 4:12  |
| 15. | Nobody Not Really                   | Keys, Smith                                                            | Keys                                        | 2:56  |

| 16. | Streets of New York (featuring Nas & Rakim) | Keys, Smith, Eric Barrier, Nasir Jones, Chris Martin, William Griffin | DJ Premier | 4:55 |

| 1. | If I Ain't Got You (Remix, Alicia Keys & Usher)              | Keys                                                      | Keys | 3:52 |
| 2. | If I Ain't Got You (version espagnole, feat Arturo Sandoval) | Keys                                                      | Keys | 3:53 |
| 3. | If I Ain't Got You (Kanye West Remix)                        | Keys                                                      | West | 3:47 |
| 4. | You Don't Know My Name/Will You Ever Know It (Reggae Mix)    | Keys, Kanye West, Harold Lilly, Gregory Isaacs, Jack Ruby | West | 5:05 |
| 5. | You Don't Know My Name (Vidéo)                               |                                                           |      |      |
| 6. | If I Ain't Got You (Vidéo)                                   |                                                           |      |      |
| 7. | Diary (Vidéo)                                                |                                                           |      |      |

## Samples
- Karma contient un sample du concerto pour violon en ré majeur, opus 77 de Johannes Brahms.
- If I Was Your Woman/Walk On By contient des extraits de If I Were Your Woman de Gladys Knight & the Pips (Gloria Jones, Clarence McMurray, Pam Sawyer) et de Walk On By d'Isaac Hayes (Burt Bacharach, Hal David).
- You Don't Know My Name contient des samples de Let Me Prove My Love to You de The Main Ingredient (J. R. Bailey, Mel Kent, Ken Williams).
- Streets of New York contient sample de N.Y. State of Mind de Nas (Eric Barrier, Nasir Jones, Chris Martin, William Griffin).

## Classements et certifications
L'album débute à la première place du Billboard 200 avec 618 000 ventes dès la première semaine aux États-Unis et restera pendants 88 semaines dans les charts américains, jusqu'à une 198e place en 2005.
| Classement (2003)                | Meilleure position |
| -------------------------------- | ------------------ |
| Belgique Ultratop 50 (Nl)        | 13                 |
| Belgique Ultratop 40 (Fr)        | 25                 |
| Canadian Albums Chart            | 15                 |
| Pays-Bas MegaCharts              | 2                  |
| Europe Top 100 Albums            | 5                  |
| France SNEP                      | 5                  |
| Allemagne Media Control Charts   | 10                 |
| Irlande                          | 37                 |
| Japon Oricon                     | 27                 |
| Norvège VG-lista                 | 7                  |
| Pologne                          | 19                 |
| Swiss Music Charts               | 1                  |
| UK Albums Chart                  | 13                 |
| UK Hip Hop and R&B Chart         | 1                  |
| Billboard 200                    | 1                  |
| Billboard Top R&B/Hip-Hop Albums | 1                  |
| Billboard Top Internet Albums    | 2                  |
| Classement (2004)                | Meilleure position |
| Autriche                         | 25                 |
| Danemark                         | 16                 |
| Finlande                         | 9                  |
| Italie                           | 20                 |
| Nouvelle-Zélande RIANZ           | 25                 |
| Portugal                         | 23                 |
| Suède Sverigetopplistan          | 24                 |
| Classement (2005)                | Meilleure position |
| Australie ARIA Charts            | 22                 |

| Classement (2004)                | Position |
| -------------------------------- | -------- |
| Australie ARIA Charts            | 82       |
| Australie Urban Albums Chart     | 10       |
| Belgique (Nl)                    | 58       |
| Belgique (Fr)                    | 99       |
| France                           | 23       |
| Suisse                           | 22       |
| UK Albums Chart                  | 72       |
| Billboard 200                    | 4        |
| Billboard Top R&B/Hip-Hop Albums | 2        |

| Pays                     | Certification | Ventes    |
| ------------------------ | ------------- | --------- |
| Argentine (CAPIF)        | Or            | 20 000    |
| Australie (ARIA)         | Platine       | 70 000    |
| Belgique (IFPI)          | Or            | 15 000    |
| Canada (CRIA)            | 2 × Platine   | 200 000   |
| Europe (IFPI)            | Platine       | 1 000 000 |
| France (SNEP)            | Or            | 438 000   |
| Allemagne (IFPI)         | Platine       | 200 000   |
| Italie (FIMI)            | Or            | 50 000    |
| Pays-Bas (NVPI)          | Platine       | 60 000    |
| Nouvelle-Zélande (RIANZ) | Or            | 7 500     |
| Norvège (IFPI)           | Or            | 15 000    |
| Suède (IFPI)             | Or            | 20 000    |
| Suisse (IFPI)            | Platine       | 40 000    |
| Royaume-Uni (BPI)        | Platine       | 300 000   |
| États-Unis (RIAA)        | 4 × Platine   | 4 600 000 |